# ولاية نخل
ولاية نخل، إحدى ولايات محافظة جنوب الباطنة في منطقة الباطنة في الجزء الشمالي من سلطنة عمان. توجد بها عدة قلاع وحصون هامة على رأسها قلعة نخل، وإلى جانب قلعة نخل المتميزة توجد (قلعة الجناه) والتي تقع في منطقة العلاية على
مقربة من المسجد المسمى بنفس الاسم - مسجد الجناه -. كما يوجد عدد من القلاع
الأخرى في قرى: الأبيض والطو وحلبان ووادي مستل.

## الحصون والأبراج
حصن (المصور) في موقع (الغرابي) من ولاية نخل، وحصن القرين بمنطقة
الصعبة الكبرى. وبالإضافة إلى عدد من الأبراج التاريخية اشهرها (عاقوم والطبطوب).
4 مساجد أثرية هي: الغريض والمكبر والعلاة والسرير وجامع نخل الذي يوجد في منطقة جبل قطن والتي تتميز بتربتها الخصبة الفريدة من نوعها.

## وادي مستل والزراعة في الولاية
وتتعدد المناطق السياحية بوادي مستل ومن أشهرها: القورة وحدش والهجار والخضراء والعقيبة والخدد. وجميع هذه المواقع تزدهر بالمنتجات الزراعية، ومنها: الرمان والخوخ والعنب والمشمش والجوز والسفرجل وليمون. كما يعد (وادي الأبيض) موقعا سياحيا جميلا لما يحظى به من وفرة المياه والحدائق الطبيعية على ضفتي الوادي. وادي الأبيض هوه وادي جميل جدا ملي بلاشجار والضلال والبرك المائية والجبال الشاهقه وقبل أن تصل الوادي تمر على كثبان رملية عالية وجبال ومناظر جميلة.

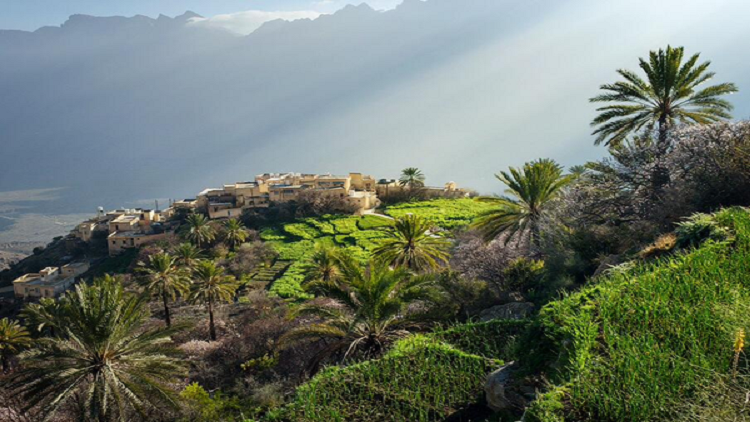
الطبيعة في ولاية نخل

## وادي الأبيض... شريان لا يقف ماءه
تنساب المياه رقراقة بين ثنايا هذا الوادي.. يستمر تدفقها طوال العام.. متنفسا للسياح والعائلات.. زيارة واحدة تكفي لاعادة النشاط والهمة لاستقبال اسبوع جديد من الحركة والنشاط والإنتاج.. شجيرات الوادي بلونها الأخضر والأصفر تضفي لوحة أخرى على جماليات هذا الوادي.. واد يتميز بظلاله الوارفة على جانبي المياه المتدفقة.. هدوء مطلق بين احضان الطبيعة.. وزقزقة العصافير الصغيرة وهي تداعب الأغصان الصفراء تصعد وتنحني بها في جو مفعم بالهدوء والسكون، وهي تتراقص طربا في حضن الوادي.. رحلة قصيرة إلى وادي الأبيض تشجع على زيارات لاحقة.. انه شريان لا ينضب.
من خلال زيارتي إلى قرية الأبيض بولاية نخل في الاسبوع الماضي لاعداد هذه الصفحة، التقيت مع هلال بن سعيد الصبحي من سكان قرية الأبيض، الذي تفضل مع بعض زملائه وأخذني في جولة سريعة في قرية الأبيض، وهي قرية جميلة تستقبل السياح عند بداية وصولهم للوادي وقد زينت هذه القرية بالشوارع الداخلية المسفلتة، حاولت ان التقط صورة عامة لحقول القرية الزراعية وكان عليّ ان اعتلي منارة المسجد الذي يتوسط القرية لالتقاط هذا المشهد الجميل، التي تعانقت فيه المساحات الزراعية مع المباني القديمة والجبال المحيطة بالقرية، وانصح السياح بزيارة هذه القرية قبل دخولهم إلى وادي الأبيض، حتى لا يفوتهم مشاهدة شجرة الصبارة العملاقة، التي عاصرت اجيالا من سكان هذه القرية، ويبدو ذلك من كبر حجم جذعها الذي يبلغ قطر دائرتها مترين، تضم قرية الأبيض عددا من القرى الصغيرة تبلغ ستين قرية منها قرية المعترض والحجرة التي تتميز ببيوتها الطينية المحصنة، وقرية الخطم وقرية السيح، وقد تم ربط هذه القرية بشارع ترابي يصل ولاية الرستاق، مرورا بقرية الحصين، التي يوجد بها بعض الأماكن المناسبة للتخييم نظرا لتوفر المياه الجارية بقرب هذه القرية. يعد وادي الأبيض من أشهر اودية السلطنة الخصبة يتميز بتدفقه المستمر طوال أيام السنة، وفي الوقت الذي يتوقف فيه جريان مياه معظم الاودية تنساب خيرات هذا الوادي المتدفقة فتضفي البهجة والسرور في نفوس السياح والراغبين في الاستمتاع بجماليات اودية السلطنة. يدعم مجرى هذا الوادي عدة روافد منها وادي مستل ووادي بني خروص ووادي بني حراص إضافة إلى روافد أخرى من قرية فلج بني خزير، وبالتالي فهو يستقي تدفق مياهه من عدة مصادر وعادة ما تتكرر تساقط الأمطار على رؤوس الجبال المتاخمة لمصادر هذه الاودية. وآخر مرة سالت مياه هذا الوادي بعد عيد الفطر المبارك، وقد أدى ذلك إلى تنظيف مجراه من العوالق المائية والطحالب الخضراء، التي تزداد انتشارا في بعض الاودية الجارية كل ما تأخر جريان الاودية بها.
يغذي وادي الأبيض فلج الخطم وفلج العبتري الذي ينتهي عنده جريان مياه الوادي في الوقت الراهن.
ومن هذا الموقع تبدأ الرحلة في هذا الوادي الجميل، ويتطلب القيادة استخدام السيارة ذات الدفع الرباعي، يتعرج مسار هذا الوادي وتحفه الجبال التي تتميز بتكوينات صخور الافوليت، التي تنتشر بكثرة في جبال السلطنة. وكلما تم التوغل أكثر في هذا الوادي تبدو المشاهد أكثر جمالا، حيث تتوزع المساحات الخضراء في بعض المواقع، التي يوجد بها اشجار النخيل وبعض الأشجار الكبيرة، حيث يتم المرور بعدد من المعالم التي يعرفها سكان القرية ومنها قرية المعقل والشويمية والصوير والمذيبح واللادان، التي تعتبر من أفضل المواقع السياحية حيث تتواجد بها اشجار النخيل الكثيرة ويتم الوصول إليها بعد قطع مسافة 3 كم من بداية ظهور المياه بالقرب من فلج العبتري، يتسع هذا الموقع لتخييم اعداد كبيرة من السياح والعائلات.
وبعد ذلك يوجد عدد من المزارع والقرى الصغيرة وغير المأهولة، ولا يمكن الوصول إليها بالسيارة، منها قرية الجريف والمخاضه والسخنة التي تتميز بوجود عين ساخنة بها، وتقع على الجهة الشرقية من مسار الوادي، إضافة إلى عيون أخرى تقع على جانبي الوادي. يفضل بعض السياح سبر أغوار الوادي وممارسة رياضة المشي بالاستمتاع بمشاهد المياه المتدفقة وصولا إلى قرية الطيخة وقرية الصبيخة، التي يمكن الوصول إليها عن طريق السيارة، وذلك عبر الشارع الذي يربط ولاية نخل بولاية العوابي، تبلغ مسافة المشي في المواقع التي لا تصلها السيارة ما يقارب ساعة ونصف الساعة تقريبا مليئة بالمتعة والاثارة. تبقى الإشارة إلى ان قرب هذا الوادي من محافظة مسقط وبعض ولايات منطقة الباطنة يؤهله ان يكون من المواقع السياحية المميزة التي تستقطب الأفواج السياحية، نظرا لسهولة الوصول اليه عبر الشوارع المسفلتة، حيث لا يبعد عن ولاية بركاء سوى 41 كم فقط، متمنيا للجميع قضاء اوقات سعيدة بين احضان وادي الأبيض.
كيف تصل إلى وادي الأبيض؟ ـ من دوار برج الصحوة حتى دوار بركاء تقطع مسافة 45 كم، وبعد أن تقطع مسافة 11 كم أخرى تنعطف على يسار الشارع عبر الشارع المؤدي إلى وادي الأبيض.
ـ من هذا المنعطف ولمسافة 26 كم، تصل إلى الدوار بالقرب من قرية الأبيض، ويربط هذا الشارع كذلك ولاية نخل وولاية وادي المعاول، عند الاتجاه شرقا وعليك مواصلة القيادة ولمسافة 2 كم عندها تتجه شمالا في مسار الوادي، حيث يؤدي هذا الشارع إلى ولاية الرستاق عبر الطريق الترابي، ولمسافة 25 كم. ـ لا تبعد مياه الوادي من هذا المنعطف سوى 5 كم فقط، مرورا بقرية الأبيض.

## وصلات خارجية
- ولاية نخل من موقع وزارة الإعلام العمانية